# Народное объединение за прогресс (Джибути)
Народное объединение за прогресс (араб. التجمع الشعبي من أجل التقدم‎, фр. Rassemblement populaire pour le Progrès, PRP) — левая политическая партия Джибути, образованная в марте 1979 года. Является доминирующей партией страны с 1979 года, первоначально под руководством президента Хасана Гуледа Аптидона. В настоящее время руководителем партии является президент Исмаил Омар Гелле. Входит в коалиционное правительство с Фронтом за восстановление единства и демократии и другими партиями.

## История
Народное объединение за прогресс было основано в Дикиле 4 марта 1979 года. В октябре 1981 года объединение было объявлено единственной легальной партией в Джибути и была таковой до введения многопартийной системы после референдума 1992 года. На партийном съезде, состоявшемся 19–20 марта 1997 года, Гулед Аптидон был переизбран президентом партии, а также был избран Центральный комитет из 125 членов. На парламентских выборах в декабре 1997 года партия принимала участие в альянсе с умеренной фракцией Фронта за восстановление единства и демократии (FRUD), которая подписала мирное соглашение с правительством в декабре 1994 года. Альянс получил 79% голосов, заняв все 65 мест Национальной ассамблеи.
4 февраля 1999 года президент Гулед Аптидон объявил, что уйдёт в отставку во время следующих выборов, а внеочередной съезд партии избрал Гелле в качестве кандидата в президенты. Будучи кандидатом от альянса PRP-FRUD, Гелле победил на президентских выборах 1999 года, получив 74% голосов.
На парламентских выборах 2003 года, партия входила в коалицию Союз за президентское большинство, получившей 63% голосов избирателей и все 65 мест парламента.
Восьмой партийный конгресс проходил 4 марта 2004 года. Гелле был единогласно переизбран президентом партии, а Центральный комитет был расширен с 180 до 250 членов. 4 марта 2007 года был проведён 9-й конгресс. Гелле снова был переизбран президентом, в Политбюро были добавлены три женщины, увеличив его до 17 членов. На парламентских выбора 2008 года в составе Союза за президентское большинство, партия вновь получила все 65 мест в то время как оппозиция бойкотировала выборы.

## Участие в выборах

### Президентские выборы
| Год выборов | Кандидат            | Голосов | %      | Результат |
| ----------- | ------------------- | ------- | ------ | --------- |
| 1981        | Хасан Гулед Аптидон |         | 84,58% | Избран    |
| 1987        | Хасан Гулед Аптидон | 90 675  | 99,23% | Избран    |
| 1993        | Хасан Гулед Аптидон | 45 162  | 60,7%  | Избран    |
| 1999        | Исмаил Омар Гелле   | 76 853  | 74,02% | Избран    |
| 2005        | Исмаил Омар Гелле   | 144 433 | 100%   | Избран    |
| 2011        | Исмаил Омар Гелле   | 89 942  | 80,63% | Избран    |
| 2016        | Исмаил Омар Гелле   | 111 389 | 87,07% | Избран    |

### Парламентские выборы
| Год выборов | Лидер               | Голоса                   | %      | Мест     | +/–  | Позиция |
| ----------- | ------------------- | ------------------------ | ------ | -------- | ---- | ------- |
| 1982        | Хасан Гулед Аптидон | 77 984                   | 100%   | 65 из 65 | ▲ 65 | ▲ #1    |
| 1987        | Хасан Гулед Аптидон | 88 193                   | 100%   | 65 из 65 | ▬    | ▬ #1    |
| 1992        | Хасан Гулед Аптидон | 53 578                   | 74,59% | 65 из 65 | ▬    | ▬ #1    |
| 1997        | Хасан Гулед Аптидон | 72 073                   | 78,56% | 65 из 65 | ▬    | ▬ #1    |
| 2003        | Исмаил Омар Гелле   | 53 293 (в коалиции СПМ)  | 62,7%  | 65 из 65 | ▬    | ▬ #1    |
| 2008        | Исмаил Омар Гелле   | 103 463 (в коалиции СПМ) | 94,06% | 65 из 65 | ▬    | ▬ #1    |
| 2013        | Исмаил Омар Гелле   | 74 016 (в коалиции СПМ)  | 61,5%  | 55 из 60 | ▼ 10 | ▬ #1    |
| 2018        | Исмаил Омар Гелле   | 105 278 (в коалиции СПМ) | 87,83% | 57 из 60 | ▲ 2  | ▬ #1    |